# Aussparung (Gemälde)

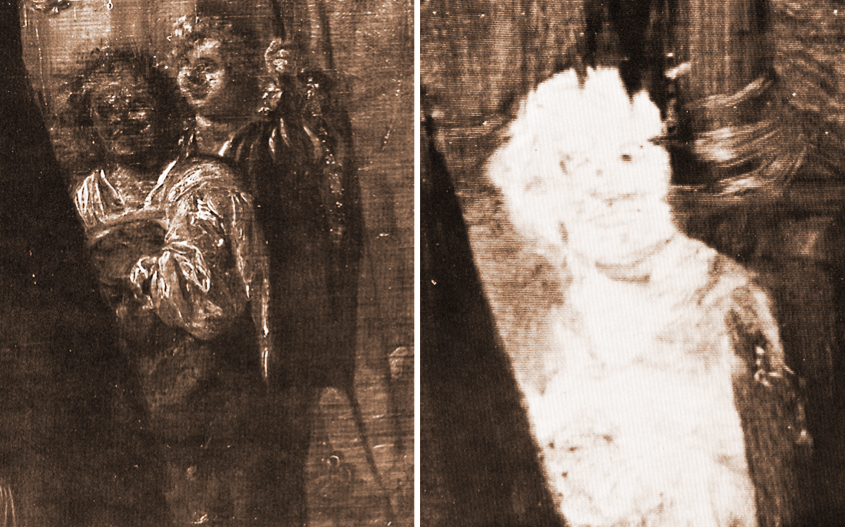
Mit Hilfe der Infrarotuntersuchung lässt sich eine Aussparung nachweisen.

Die Aussparung ist eine nach der Fertigstellung eines Gemäldes nachweisbare Veränderung der ursprünglichen Bildkonzeption. Der altmeisterliche Gemäldeaufbau geschah in einzelnen Farbschichten. Der Künstler legte, entsprechend seinem Bildentwurf, Farbflächen und Formen an. Er malte, z. B. bei einer Landschaft mit Figuren, zuerst die Landschaft und sparte, entsprechend der Unterzeichnung, die Figuren aus. Beim nächsten Arbeitsgang passte er dann die Figuren in diese Aussparungen ein. Änderte er während der Arbeit sein ursprüngliches Bildkonzept, bedeutete dies, dass er die Figuren größer oder kleiner ausführte, ihre Haltung veränderte, sie wegließ oder sie nicht in die Aussparungen malte, sondern an anderer Stelle auf die Farbschicht setzte. Diese Veränderungen – Aussparungen – lassen sich, unter günstigen maltechnischen Voraussetzungen, mit Hilfe der Infrarotuntersuchung nachweisen.
Aussparungen sind ein wichtiges Kriterium für die Gemäldeforschung. Es gibt sie, ähnlich wie die Pentimentii, nur bei Originalgemälden. Nur hier hat der Künstler »mit der Form gerungen« und die Darstellung gelegentlich während der Arbeit entsprechend verändert.